# K-549 Knyaz Vladimir
El K-549 Knyaz Vladimir  (en ruso: АПЛ Князь Владимир) es un submarino de misiles balísticos de propulsión nuclear de la clase Borei, y la primera unidad mejorada Borei-A (Proyecto 955A) en entrar en servicio con la Armada rusa. El submarino lleva el nombre del Kniaz Vladimiro I de Kiev.

## Construcción
El Proyecto 955A fue desarrollado por Rubin Design Bureau, y el diseñador jefe fue Sergey Kovalev. Se esperaba que la quilla se colocara en 2010, pero se retrasó hasta julio de 2012 debido a una disputa de precios entre el MOD ruso y United Shipbuilding Corporation.
El Knyaz Vladimir es la primera unidad de la subclase del Proyecto 955A y se diferenciará por varias modificaciones de las unidades anteriores del proyecto 955. Estas modificaciones incluirán cambios estructurales importantes, firma acústica reducida y equipos de comunicación más modernos. Si bien inicialmente se informó que tenía cuatro tubos de lanzamiento más (20 en total), el 955A incluye 16 celdas de misiles al igual que el proyecto 955. El submarino estará armado con el misil balístico lanzado desde submarino ruso (SLBM) más moderno, el RSM-56 Bulava. El Knyaz Vladimir y sus buques gemelos finalmentelmente reemplazarán a los submarinos de la clase Delta y clase Typhoon de la era soviética en la Armada Rusa.
El Knyaz Vladimir salió a flote el 17 de noviembre de 2017, y comenzó la primera etapa de pruebas de fábrica a fines de noviembre de 2018. El submarino regresó a Sevmash a principios de 2019 y debía comenzar una segunda etapa de pruebas de fábrica a fines de junio de 2019. El 22 de octubre de 2019, Aleksandr Moiséyev, comandante en jefe de la Flota del Norte, declaró que se espera que el Knyaz Vladimir complete sus pruebas en el mar para finales de año. Según Moiseyev, la finalización de las pruebas en el mar estará acompañada por el lanzamiento de un misil Bulava. El 29 de octubre, el submarino realizó un lanzamiento exitoso de Bulava desde una posición sumergida en el Mar Blanco.
Según fuentes de la industria de defensa de TASS, la puesta en marcha del Knyaz Vladimir se ha retrasado hasta el primer trimestre de 2020 debido a una serie de deficiencias detectadas. El siguiente informe de Komsomólskaya Pravda, que cita a Alexei Rakhmanov, presidente de la USC, ha especificado el período de puesta en marcha como "finales de enero" de 2020.

## Historial operativo

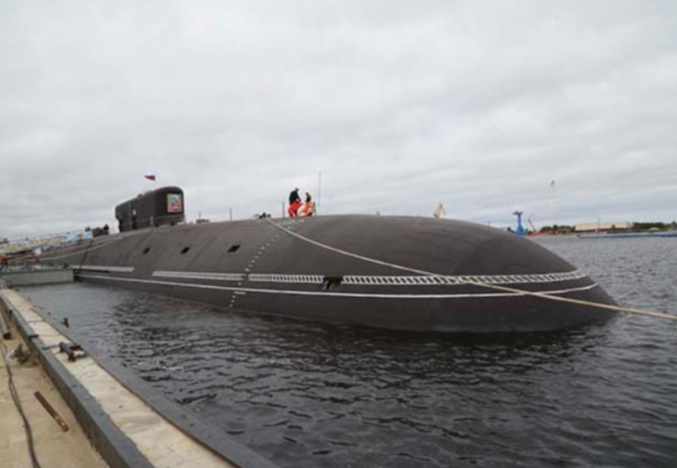
Submarino nuclear Knyaz Vladimir en el Golfo de Finlandia el 9 de julio de 2021.

El 28 de mayo de 2020, el Knyaz Vladimir fue aceptado por el Ministerio de Defensa de Rusia y entró en servicio con la Armada rusa el 12 de junio de 2020. Con el número de banderín K-549, el submarino es parte de la 31 División de Submarinos de la Flota del Norte.
El 26 de marzo de 2021, tuvo lugar una operación sin precedentes en el Océano Ártico , cuando el Knyaz Vladimir, y dos submarinos de misiles balísticos (SSBN) de clase Delta IV, armados con 48 SLBM, emergieron simultáneamente de debajo del hielo con precisión en un espacio limitado espacio con un radio de 300 metros por primera vez en la historia de la Armada rusa y la antigua armada soviética y en el mundo. La operación fue parte del ejercicio Umka-2021. El hielo de 1,5 metros de espesor se rompió disparando un torpedo. Los submarinos de la Flota del Norte de Rusia entrenan todo el tiempo en condiciones de hielo incluyendo navegar bajo el Ártico y como parte del entrenamiento aprenden cómo encontrar o hacer agujeros con un torpedo en el hielo para salir a la superficie y bucear. Los submarinos de la armada rusa rompen el hielo regularmente y han desarrollado armas especiales para romper el hielo con el fin de poder disparar SLBM, probado por primera vez en 2014.